# Liste der Kulturdenkmale in Holzdorf
In der Liste der Kulturdenkmale in Holzdorf sind alle Kulturdenkmale der schleswig-holsteinischen Gemeinde Holzdorf (Kreis Rendsburg-Eckernförde) und ihrer Ortsteile aufgelistet(Stand: 14. April 2025).
Die Bodendenkmale sind in der Liste der Bodendenkmale in Holzdorf (Schleswig-Holstein) aufgeführt.

## Legende
In den Spalten befinden sich folgende Informationen:
- Objekt-ID: die Nummer des Kulturdenkmales
- Lage: die Adresse des Kulturdenkmales und die geographischen Koordinaten. Kartenansicht, um Koordinaten zu setzen. In der Kartenansicht sind Kulturdenkmale ohne Koordinaten mit einem roten Marker dargestellt und können in der Karte gesetzt werden. Kulturdenkmale ohne Bild sind mit einem blauen Marker gekennzeichnet, Kulturdenkmale mit Bild mit einem grünen Marker.
- Offizielle Bezeichnung: Bezeichnung des Kulturdenkmales
- Beschreibung: die Beschreibung des Kulturdenkmales
- Bild: ein Bild des Kulturdenkmales

## Bauliche Anlagen
| Objekt-ID     | Lage                                    | Offizielle Bezeichnung | Beschreibung | Bild            |
| ------------- | --------------------------------------- | ---------------------- | --- | --------------- |
| 3781 Wikidata | Seeholz 5 (54° 33′ 33″ N, 9° 53′ 58″ O) | Wohnhaus               | Alteintragung (Aktualisierung vorgesehen) - Begründung: Alteintragung (Aktualisierung vorgesehen) - Schutzumfang: Alteintragung (Aktualisierung vorgesehen) - Denkmaltyp: Bauliche Anlage | Fotos hochladen |

## Quelle
- Liste der Kulturdenkmale in Schleswig-Holstein – Kreis Rendsburg-Eckernförde

- Karte mit allen Koordinaten:
- OSM |
- WikiMap